# یزرنیتسه (جمهوری چک)
یزرنیتسه (به چکی: Jezernice) یک منطقهٔ مسکونی در جمهوری چک است که در ناحیه پرروف واقع شده‌است. یزرنیتسه ۹٫۲۷ کیلومتر مربع مساحت و ۶۷۹ نفر جمعیت دارد و ۲۵۹ متر بالاتر از سطح دریا واقع شده‌است.